# Atomic

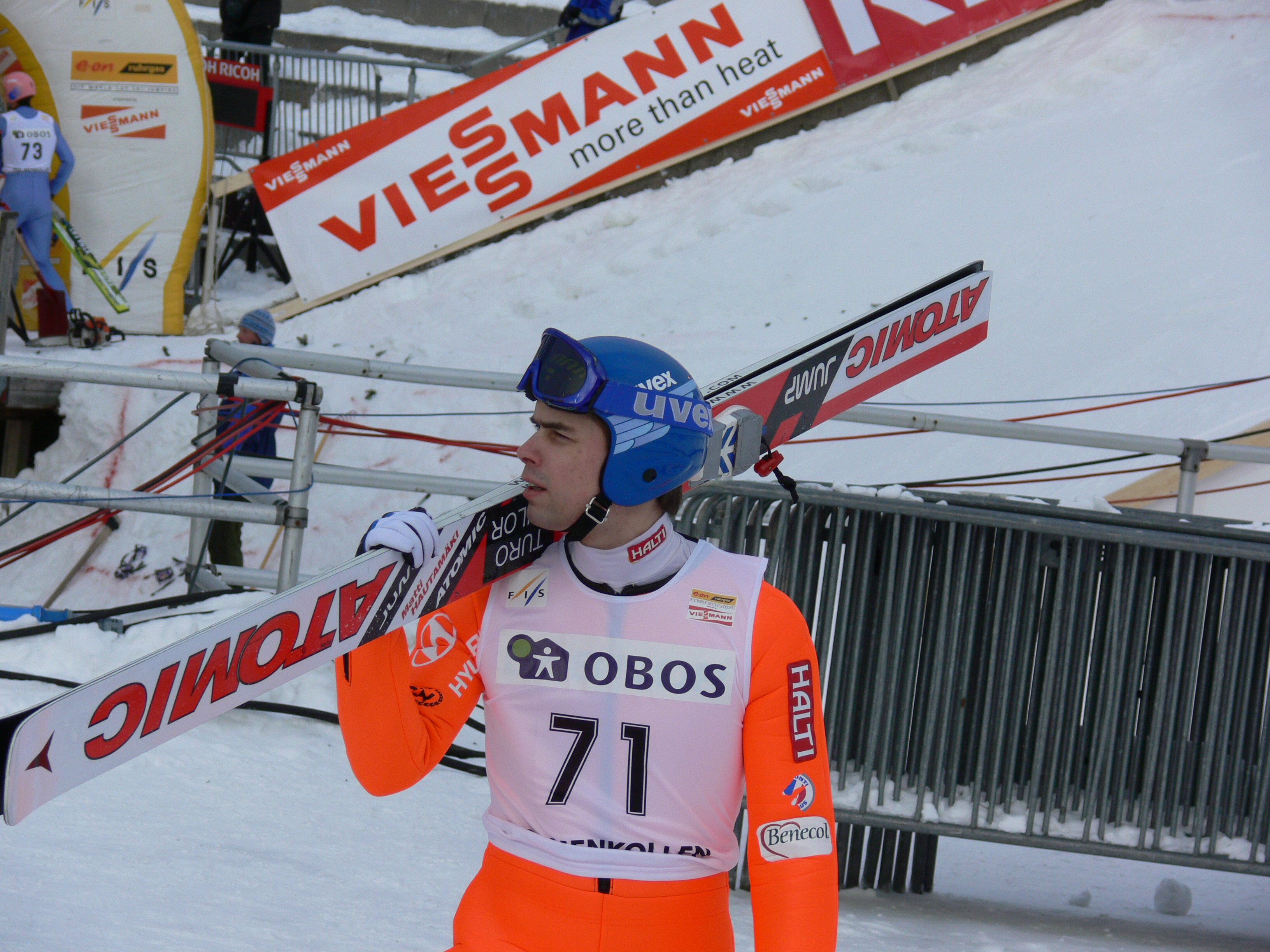
Matti Hautamäki med Atomic-skidor.

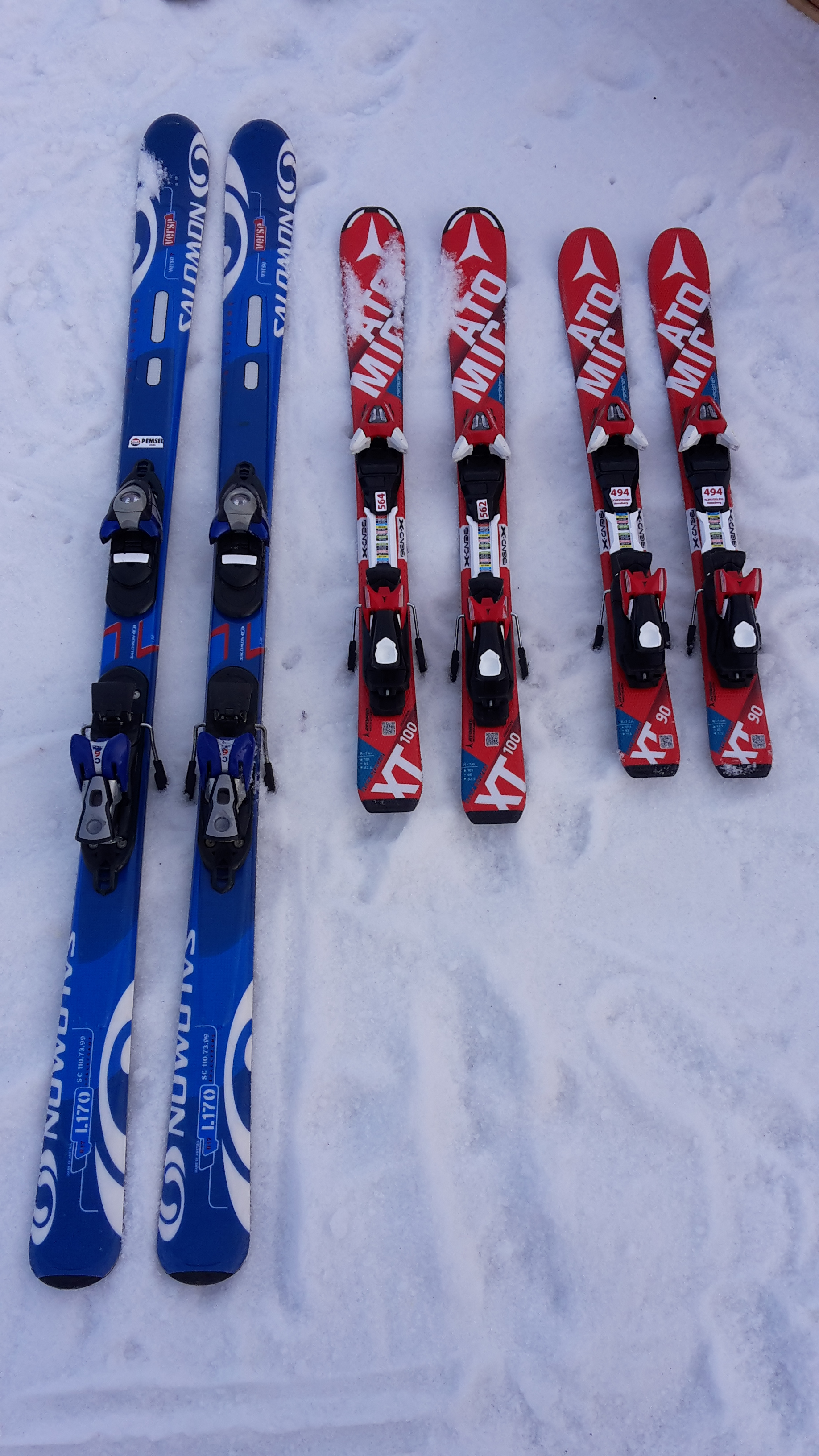
Salomon/Atomic

Atomic (Atomic Austria GmbH) i Altenmarkt im Pongau i Österrike är en tillverkare av skidutrustning (både alpint och längd). Atomic ägs av finländska Amer Sports.
Atomic grundades av Alois Rohrmoser 1955 under namnet Skifabrik Rohrmoser. Bolaget växte kraftigt under 1960-talet då en industriell tillverkning av skidor startade i Wagrain. 1967 tillverkades 17 000 par skidor och 1969 var antalet uppe i 72 000. 1971 utökades produktionen när en andra fabrik byggdes i Altenmarkt. 1981 startades produktion i Chepelare i Bulgarien. Atomic var därmed det första västlandet att öppna en fabrik i ett östblocksland. 
I början av 1990-talet hamnade bolaget i ekonomiska svårigheter och gick i konkurs. 1994 köptes företaget av Amer Sports som även äger Salomon. Idag tillverkar bolaget cirka 600 000 par skidor per år.